# Liste des épisodes des Anges du bonheur

Cette page présente la liste des épisodes de la série télévisée Les Anges du bonheur.

## Première saison (1994-1995)
1. Une nounou angélique (The Southbound Bus)
2. L'Ultime Rencontre (Show Me The Way Home)
3. L'Amour d'une maman (Tough Love)
4. Erreur de jeunesse (Fallen Angela)
5. Un bébé pour la vie (Cassie’s Choice)
6. Une histoire de cœur (The Heart Of The Matter)
7. Le Moment de vérité (An Unexpected Snow)
8. Manny (Manny)
9. La Lumière des étoiles (Fear Not !)
10. La Fierté (There, But For The Grace Of God)
11. Le Héros (The Hero)
12. De lumière et de soufre (sans doute In the Name of God, en v.o. l'épisode 6 de la saison 2 -- à vérifier)
13. Un ange à l'antenne (Angels on the Air, en v.o. l'épisode 5 de la saison 2)

## Deuxième saison (1995-1996)
1. Entretien avec un ange(Interview with an angel)
2. La Confiance (Trust)
3. L'ombre de satan (Sympathy for the devil)
4. Écart de conduite (The Driver)
5. Opération sourire (Operation Smile, en v.o. l'épisode 8 de la saison 2)
6. Retrouvaille (Reunion, en v.o. l'épisode 7 de la saison 2)
7. Les anges ont-ils la foi ? (The Big Bang, en v.o. l'épisode 9 de la saison 2)
8. L'Instant crucial (Unidentified Female, en v.o. l'épisode 10 de la saison 2)
9. Le Passé qui change (The One That Got Away, en v.o. l'épisode 12 de la saison 2)
10. Ce n'est qu'un au revoir (’Til We Meet Again, en v.o. l'épisode 13 de la saison 2)
11. L'arnaque (sans doute The Feather -- à vérifier)
12. L'accord parfait (Rock 'n' Roll Dad, en v.o. l'épisode 14 de la saison 2)
13. L'Indigo Club (The Indigo Angel, en v.o. l'épisode 15 de la saison 2)
14. L'Échelle de Jacob (Jacob’s Ladder, en v.o. l'épisode 16 de la saison 2)
15. Quand le voile se déchire (Out Of The Darkness, en v.o. l'épisode 17 de la saison 2)
16. Les Petits Anges (Lost And Found, en v.o. l'épisode 18 de la saison 2)
17. Le Retour aux sources (Dear God, en v.o. l'épisode 19 de la saison 2)
18. Un secret bien gardé (Portrait Of Mrs. Campbell, en v.o. l'épisode 20 de la saison 2)
19. Tout est bien qui finit bien (sans doute The Quality of Mercy, en v.o. l'épisode 21 de la saison 2 -- à vérifier)
20. La limite à ne pas dépasser (Statute Of Limitations, en v.o. l'épisode 24 de la saison 2)
21. L'inconnu (sans doute Flesh and Blood, en v.o. l'épisode 22 de la saison 2 -- à vérifier)
22. Marques de naissance (Birthmarks, en v.o. l'épisode 23 de la saison 2)

## Troisième saison (1996-1997)
1. La Terre promise (Promised Land)
2. Le Couloir de la mort (Sins Of The Father '')
3. L'Hymne à la joie de Beethoven (A Joyful Noise)
4. Un bon prof (Random Acts)
5. C'était écrit (Written In Dust)
6. Pour l'amour d’un père (Secret Service)
7. En mémoire d’une sœur (Groundrush)
8. L'Arrivée des Martiens (The Sky Is Falling)
9. Le Mariage (Something Blue)
10. Dans la lumière (Into the Light)
11. Cœur de mère : 1re partie (Homecoming : Part 1)
12. Cœur de mère : 2e partie (Homecoming : Part 2)
13. Le Journaliste (The Journalist)
14. La Leçon de violon (The Violin Lesson)
15. Souvenir (Forget Me Not)
16. La Cour des grands (Smokescreen)
17. Juge et Partie (Clipped Wings)
18. L'Épreuve (Crisis Of Faith)
19. L'Ange de la mort (Angel Of Death)
20. Le Mur : 1re partie (Amazing Grace : Part 1)
21. Le Mur : 2e partie (Amazing Grace : Part 2)
22. Lorsque l'enfant paraît (Labor Of Love)
23. Une famille unie (Have You Seen Me ?)
24. La Dernière Chance (Last Call)
25. L'Imposteur (Missing In Action)
26. Tends-lui la main (At Risk)
27. Les Prisonniers du silence (Full Moon)
28. Un ange particulier (An Angel By Any Other Name '')
29. L'Héritage (Inherit The Wind)
30. Le Sens de l'équilibre (A Delicate Balance)

## Quatrième saison (1997-1998)
1. De grandes espérances (Great Expectations)
2. Mauvais pari (Nothing But Net)
3. Le Retour de Joe : 1re partie (The Road Home Part 1)
4. Le Retour de Joe : 2e partie (The Road Home Part 2)
5. Enfants des rues (Children Of The Night)
6. La Sécheresse (Jones Vs. God)
7. Le Pacte (The Pact)
8. Appels anonymes (Doodlebugs)
9. Les Châteaux de sable (Sandcastles)
10. Cher professeur (My Dinner With Andrew)
11. Charades (Charades)
12. Retour à Broadway (The Comeback)
13. Venise (Venice)
14. La Tempête de neige (It Came Upon A Midnight Clear)
15. Les Deux Femmes de ma vie (Deconstructing Harry)
16. Le Secret (The Trigger)
17. La Rédemption (Redeeming Love)
18. Le Prophète (Breaking Bread)
19. Le Fils indigne (God And Country)
20. Le Tableau inachevé (Flights Of Angels)
21. Les Mots de la vie (How Do You Spell Faith ?)
22. Cherchez et vous trouverez (Seek And Ye Shall Find)
23. Sel et Poivre (Cry And You Cry Alone)
24. Le Concours (Perfect Little Angel)
25. Pâques à Brooklyn (Elijah)
26. L'Escapade (Last Dance)
27. L'Esprit de Liberty Moon (The Spirit Of Liberty Moon)

## Cinquième saison (1998-1999)
1. La Vengeance d’une femme : 1re partie (Saving Grace : Part 1)
2. La Vengeance d’une femme : 2nde partie (Saving Grace : Part 2)
3. Des plumes et des ailes (Miles To Go Before I Sleep)
4. Un monde à part (Only Connect)
5. Un ami au-dessus de tout soupçon (What Are Friends For ?)
6. Le Choix de Nancy (I Do)
7. La Dame du lac (The Lady Of The Lake)
8. Ne renonce jamais (Beautiful Dreamer)
9. La Chanson de l'espoir (Psalm 151)
10. Jusqu'à la fin des temps (The Wind Beneath Our Wings)
11. Pour toujours (The Peacemaker)
12. Il n'est jamais trop tard (An Angel On The Roof)
13. Passion dangereuse (Fool For Love)
14. Des anges en série (The Medium And The Message)
15. L'Éternel second (My Brother’s Keeper)
16. Mauvais père (On Edge)
17. Le Pacte du diable (The Man Upstairs '')
18. Mort en héros (The Anatomy Lesson)
19. Affaires de famille (Family Business)
20. Faux-fuyants (Jagged Edges)
21. Dans les flammes (Into The Fire)
22. Citoyens du ciel (Made In The U.S.A.)
23. Le Combat de la vie (Fighting The Good Fight)
24. Seule contre tous (Full Circle)
25. La Transformation (Black Like Monica)
26. Dames de cœur (Hearts)
27. Au-delà des nuages (Godspeed)

## Sixième saison (1999-2000)
1. Jusqu'à ce que la mort nous sépare (Til Death Do Us Part)
2. La Lettre (The Letter)
3. Il faut sauver Sam (Such A Time As This)
4. Tenir le cap (The Compass)
5. Le Dernier Jour de notre vie (The Last Day Of The Rest Of Your Life)
6. Possédé (The Occupant)
7. La Voix d'un ange (Voice Of An Angel)
8. Rien que la vérité (The Whole Truth And Nothing But...)
9. Avec Dieu comme témoin (With God As My Witness)
10. L'Ingrédient secret (Then Sings My Soul)
11. Le Cadeau de Noël (The Christmas Gift)
12. Un nouveau millénaire (Millennium)
13. Le Petit Dinosaure (A House Divided)
14. Bowling (The Perfect Game)
15. Leçon de romantisme (Buy Me A Rose)
16. Guerre et Paix (Life Before Death)
17. Le Musée (Here I Am)
18. De père en fils (Bar Mitzvah)
19. Confessions (True Confessions)
20. Vivre intensément (Quality Time)
21. Vivre en paix (Living The Rest Of My Life)
22. Le Mur du poète (Stealing Hope)
23. L'Ange déchu (Monica’s Bad Day)
24. Le Clown triste (Send In The Clowns)
25. La Fête des mères (Mother’s Day)
26. La Boîte de Pandore (Pandora’s Box)

## Septième saison (2000-2001)
1. Trait pour trait (The Face On The Barroom Floor)
2. Paternité et fraternité (Legacy)
3. Les Griffes du lion (The Invitation)
4. La Fin du film (Restoration)
5. Chasseur de tornades (Finger Of God)
6. Quinze ans de silence (The Empty Chair)
7. Trouver sa place (God Bless The Child)
8. Doute raisonnable (Reasonable Doubt)
9. Rancune (The Grudge)
10. Un ange sur mon sapin (An Angel On My Tree)
11. Le Gang (Mi Familia)
12. Les voies du Seigneur sont impénétrables (The Lord Moves In Mysterious Ways)
13. Méprise (A Death In The Family)
14. Et la lumière fut (Bringer Of Light)
15. Voleur de cœur (Thief of Hearts)
16. L'Esprit d’équipe (Winners, Losers & Leftovers)
17. Un ange de trop (I Am An Angel)
18. L'Image du père (Visions Of Thy Father)
19. Pénalités (The Penalty Box)
20. La Chorale des anges (Band Of Angels)
21. Le Signe de la colombe (The Sign Of The Dove)
22. Le Visage de Dieu (The Face Of God)
23. Le Cœur d’un ange (Netherlands)
24. La Réconciliation : 1re partie (Shallow Water: Part 1)
25. La Réconciliation : 2e partie (Shallow Water: Part 2)

## Huitième saison (2001-2002)
1. L'Arche d'Alliance (Holy of Holies)
2. Le Jeu parfait (The Perfect Game)
3. Il était une fois (The Birthday Present)
4. Chasse à l'homme (Manhunt)
5. Discordes (Chutzpah)
6. Dernières paroles (Famous Last Words)
7. La Revanche (Most Likely To Succeed)
8. Les Portes du paradis (Heaven's Portal)
9. Au-delà du monde (When Sunny Gets Blue)
10. Les Anges anonymes (Angels Anonymous)
11. Le 11 septembre (A Winter Carol)
12. Le Dernier Chapitre (The Last Chapter)
13. Contre vents et marées (Ship-In-A-Bottle)
14. L'Ange bleu (The Blue Angel)
15. Don d'organes (Secrets & Lies)
16. Un mariage presque parfait (The Princeless Bride)
17. Recherche papa désespérément (Hello, I Love You)
18. Chaque minute compte (Minute by Minute)
19. Le Carillon de Pâques (The Bells Of St Peters)
20. Jusqu'au bout du rêve (The Impossible Dream)
21. L'Enfant du bout du monde (For All The Tea In China)
22. Un seul être vous manque (Forever Young)

## Neuvième saison (2002-2003)
1. La Fin du monde (A Rock And A Hard Place)
2. Pour un peu de gloire… (The Sixteenth Minute)
3. La Face cachée des anges (Two Sides To Every Angel)
4. La Force des mots (The Word)
5. Le Labyrinthe (A Feather On The Breath Of God)
6. Le Grand Saut (Jump !)
7. Après la pluie… (Bring On The Rain)
8. Souvenir d'amour : 1re partie (Remembering Me: Part 1)
9. Souvenir d'amour : 2e partie (Remembering Me: Part 2)
10. La Montre de Noël (The Christmas Watch)
11. Un privé dans la lumière (Private Eyes)
12. Le Poids du silence (The Root Of All Evil)
13. Prendre le temps… (A Time For Every Purpose)
14. Le Chant du rossignol (And A Nightingale Sang)
15. Le Droit chemin (As It Is In Heaven)
16. La Voix du cœur (Song For My Father)
17. Une nouvelle énergie (The Good Earth)
18. Réalité virtuelle (Virtual Reality)
19. Théâtre de quartier (The Show Must Not Go On)
20. Jusqu'à l'autel (At The End Of The Aisle)
21. Le Départ des anges : 1re partie (I Will Walk With You: Part 1)
22. Le Départ des anges : 2e partie (I Will Walk With You: Part 2)